# Tōru Ōkawa
Tōru Ōkawa (大川 透 Ōkawa Tōru) es un seiyū japonés nacido el 28 de febrero de 1960 en la Prefectura de Kagoshima. Es reconocido por sus roles en series como Fullmetal Alchemist (2003), Seikon no Qwaser, Hakuōki y Soul Eater, entre otras. Su tipo de sangre es A y mide 1,74m. Está afiliado a Mausu Promotion.
El 9 de diciembre de 2017 Mausu Promotion publicó un comunicado en el que se informaba que el actor de voz, por razones de salud, abandonaba el trabajo por tiempo indeterminado.

## Roles interpretados

### Series de Anime
1995
- Street Fighter II-V como Damnd.

1996
- La visión de Escaflowne como Gaddess.

1997
- Berserk como Sir Laban.

1998
- Gasaraki como Kiou Watanabe, Kiyomu Yonetani, Takeharu Gowa y Tatsumi Wakisaka.

1999
- Power Stone como Okuto.

2000
- Detective Conan como Masayoshi Sato.
- Hajime no Ippo como Kida.

2001
- Cyborg 009 The Cyborg Soldier como Cyborg 0011.

2002
- Ghost in the Shell: Stand Alone Complex como Saito.
- Mobile Suit Gundam SEED como Uzumi Nara Athha.
- The Twelve Kingdoms como el padre de Kaname, Kyouki y Shoukou.

2003
- Fullmetal Alchemist como Roy Mustang y Bido.
- MegaMan NT Warrior Axess como Bowlman.
- Planetes como Norman.

2004
- Fantastic Children como Ude y el padre de Thoma.
- Kyō Kara Maō! como Hristo Cruyff.
- Madlax como el padre de Margaret.
- Mobile Suit Gundam SEED Destiny como Uzumi Nara Athha.
- Pokémon Advanced como Suzumura.

2005
- Angel Heart como el padre de Souchin.
- Blood+ como James Ironside.
- Futakoi Alternative como Ainosuke Futaba.
- Ginga Densetsu Weed como John.
- Honey and Clover como Mario Fujiwara.
- La ley de Ueki como Diego Star.
- Trinity Blood como William Walter Wordsworth.

2006
- Bakumatsu Kikansetsu Irohanihoheto como Tesshuu Yamaoka y Thomas Blake Glover.
- Higurashi no Naku Koro ni como Jirō Tomitake.
- Innocent Venus como Maximus Drake.
- Kekkaishi como Tatsumi Minou.
- MegaMan Star Force como Dragon Sky.
- Pumpkin Scissors como Ranke.
- Shijō Saikyō no Deshi Ken'ichi como Kozo Ukita.
- Utawarerumono como Inkara y Sasante.

2007
- El Cazador de la Bruja como Antonio.
- GeGeGe no Kitarō como Mitsuo Nezu y Miage-Nyuudou.
- Ghost Hound como el Narrador y Yasuhiro Nakajima.
- Higurashi no Naku Koro ni Kai como Jirō Tomitake.
- Mahō Shōjo Lyrical Nanoha StrikerS como Genya Nakajima.
- Nodame Cantabile como Tatsuo Noda.
- Oh! Edo Rocket como Kinshirou Tooyama.
- Romeo × Juliet como Giovanni.
- Saiunkoku Monogatari Second Series como Kouson.

2008
- Golgo 13 como Shadow.
- Hakaba Kitarō como Mizuki.
- Hakushaku to Yōsei como el Profesor Carlton.
- La espada del inmortal como Saburou Anotsu.
- Macross Frontier como Elmo Kridanik, Jeffrey Wilder y el Narrador.
- Soul Eater como Death Scythe/Spirit.

2009
- Canaan como Cummings.
- Pandora Hearts como el padre de Oz.
- Sasameki Koto como Tenkai Murasame.
- Sengoku Basara como Ieyasu Tokugawa.
- Sora no Manimani como el padre de Sayo.
- Tatakau Shisho como Mattalast.

2010
- Durarara!! como Kazutawno.
- Hakuōki como Isami Kondō.
- Katanagatari como Mutsue Yasuri.
- Seikon no Qwaser como Shin'ichirō Ōtori.
- Shiki como Toshio Ozaki.

2011
- Detective Conan como Tatsuzo Genda.
- Gosick como Brian Roscoe.
- Manyū Hiken-chō como Hatomune Mie.
- Marvel Anime: Blade como Hayate.
- Sacred Seven como Onigawara.
- Softenni como Monjūrō Sawanatsu.
- Suite Pretty Cure ♪ como Sousuke Minamino.
- Un-Go como Minami Motoyama.

2012
- Aikatsu! como Maya Yumekōji.
- Btooom! como Kiyoshi Taira.
- Campione! como Susanoo.
- Detective Conan como Ryuichi Arai.
- JoJo's Bizarre Adventure como el Narrador.
- Kore wa Zombie Desu Ka? of the Dead como Demon Baron.
- Kyōkai Senjō no Horizon II como Christopher Hutton y Walter Raleigh.
- Little Busters! como Kojirō Kamikita.
- Muv-Luv Alternative: Total Eclipse como el Comandante Yamaguchi.
- Naruto Spin-Off: Rock Lee & His Ninja Pals como el Narrador.
- Space Battleship Yamato 2199 como Vals Lang.
- Sword Art Online como Heathcliff.

2013
- Inu to Hasami wa Tsukaiyō como Fumio Honda.
- Samurai Flamenco como Jun Harazuka.
- Silver Spoon como el padre de Tamako.

2014
- Tokyo Ghoul como Mado Kureo.
- Aldnoah.Zero como Saazbaum.
- JoJo's Bizarre Adventure: Stardust Crusaders como el Narrador.
- Noragami como Tenjin.

2015
- Aldnoah.Zero 2 como Saazbaum.
- Arslan Senki como Kharlan.
- Noragami Aragoto como Tenjin.

2016
- Akagami no Shirayuki-hime 2 como Mikaze.
- D.Gray-man Hallow como Malcolm C. Lvellie.
- JoJo's Bizarre Adventure: Diamond Is Unbreakable como el Narrador.
- Joker Game como James (ep 4).
- Mobile Suit Gundam: Iron-Blooded Orphans 2.ª temporada como Lastel Elion.
- Nobunaga no Shinobi como Katsuie Shibata.
- Sangatsu no Lion como Masachika Kouda.
- Time Travel Shōjo como William Gilbert.

2017
- ACCA: 13-ku Kansatsu-ka como Spade.
- Demi-chan wa Kataritai como Kōji Takanashi (ep 6).
- Fate/Apocrypha como Gordes Musik Yggdmillennia.
- Just Because! como Watanabe-sensei.[5]
- Nobunaga no Shinobi: Ise Kanegasaki-hen como Katsuie Shibata.
- Tenshi no 3P! como Masayoshi Sawatari.[6]

2018
- A.I.C.O.: Incarnation como Susumu Kurose.
- Killing Bites como Ichinosuke Okajima.

2020
- Higurashi no Naku Koro ni Gou como Jirō Tomitake

2021
- Higurashi no Naku Koro ni Sotsu como Jirō Tomitake

### OVAs
1996
- Legend of the Galactic Heroes como Matthaeffer.

2000
- Locke the Superman, Mirroring como Jiron.
- Weiß Kreuz como Persia.

2002
- .hack//Liminality como el padre de Makino.

2005
- Ghost in the Shell: Stand Alone Complex - The Laughing Man como Saito.
- Karas como Wanyudo.

2006
- Fullmetal Alchemist: Chibi Party como Roy Mustang.
- Fullmetal Alchemist: Premium Collection como Roy Mustang.
- Fullmetal Alchemist: Siete homúnculos vs. Alquimistas estatales como Roy Mustang.
- Ghost in the Shell: Stand Alone Complex - Individual Eleven como Saito.
- Mobile Suit Gundam Seed Destiny Special Edition como Uzumi Nara Athha.

2007
- Higurashi no naku koro ni Gaiden Nekogoroshi-hen como Jirō Tomitake.

2009
- Higurashi no Naku Koro ni Rei como Jirō Tomitake.
- Street Fighter IV: The Ties That Bind como Gouken.

2011
- Hakuōki como Isami Kondō.
- Higurashi no Naku Koro ni Kira como Jirō Tomitake.

2012
- Ai no Kusabi Remake como Iason Mink.
- Shijō Saikyō no Deshi Ken'ichi como Kozo Ukita.

### ONAs
2012
- Upotte!! como Garland y el Narrador.

### Películas
2000
- Escaflowne: La película como Gaddes.

2002
- Beyblade: Fierce Battle como el Profesor Tengai.

2005
- Crayon Shin-chan 13: Densetsu o Yobu - Buri Buri Sanpun Pokkiri Daishingeki como Kamakirin.
- Detective Conan 9: Estrategia sobre las profundidades como Yousuke Izawa.
- Final Fantasy VII: Advent Children como Rufus Shinra.
- Fullmetal Alchemist: Conquistador de Shamballa como Roy Mustang.
- Ghost in the Shell: Stand Alone Complex Solid State Society como Saito.
- Mobile Suit Zeta Gundam: A New Translation como Apollie, Apolly Bay y Haifan.

2010
- Detective Conan 14: El barco perdido en el cielo como Mitsuhiro Asano.

2011
- Macross Frontier: Sayonara no Tsubasa como Elmo Kridanik y Jeffrey Wilder.
- Sengoku Basara: The Last Party como Ieyasu Tokugawa.

2012
- 009 Re:Cyborg como Albert Heinrich.

### CD Drama
- Landreaall como Rei Sak
- Otaku no Musume-san como Sousuke Morita

### Tokusatsu
2016
- Thunderbolt Fantasy: Tōriken Kōki como Diāo Mìng (Chōmei).

### Videojuegos
- Assassin's Creed: Revelations como Tarik Barleti
- Bloody Roar 4 como Steven "Stun" Goldberg
- Dragon Age II como Fenris
- Detective Pikachu como Detective Pikachu
- Gundam Seed: Alliance V.S. Z.A.F.T. como Uzumi Nara Athha
- Hakuōki Shinsengumi Kitan como Isami Kondō
- Hakuōki Zuisouroku como Isami Kondō
- Higurashi Daybreak como Jirō Tomitake
- JoJo's Bizarre Adventure como Joseph Joestar
- Kingdom Hearts II como Iago
- Kingdom Hearts Re: Chain of Memories como Iago
- Kingdom Hearts Re: Coded como Iago
- Mobile Suit Gundam SEED: Owaranai Asu e como Morgan Chevalier
- One Piece: Unlimited World Red como Sengoku
- PlayStation All-Stars Battle Royale como Clank
- Ratchet & Clank como Clank
- Seiken Densetsu 4: Legend of Mana como Masked Guru
- Sonic Adventure como Pachacamac
- Soulcalibur IV como Rock
- Soulcalibur: Broken Destiny como Rock
- Street Fighter III: Third Strike - Fight for the Future como Ryu
- Street Fighter IV como Gouken
- Super Street Fighter IV como Gouken
- Tales of Xillia 2 como Julius Will Kresnik
- The Last of Us como David
- Utawarerumono como Inkara y Sasante
- Valkyrie Profile: Toga wo Seou Mono como Lockswell

### Doblaje
- Home on the Range como Alameda Slim
- Inteligencia artificial como Gigolo Joe
- La colina de Watership (1999) como Kehaar
- NCIS: Los Ángeles como Sam Hanna
- Películas caseras como el Entrenador John McGuirk
- Recess como el Teniente Griswald
- Teletubbies como Tinky Winky
- Transformers Animated como Porter C. Powell y Ratchet
- Transformers: Armada como Convoy y Scourge